# Irene von Chavanne
Irene von Chavanne (Graz, 18 d'abril de 1863 - Dresden, 26 de desembre de 1938) fou una cantant d'òpera (contralt) austríaca.
Fou alumna de Ress al Conservatori de Viena i de Adelina Paschalis-Souvestre en el de Dresden; va cantar amb gran èxit en els teatres de l'Òpera de Dresden, Viena i París.